# Niesslia haglundii
Niesslia haglundii är en lavart som beskrevs av Karl Starbäck. Niesslia haglundii ingår i släktet Niesslia, och familjen Niessliaceae. Arten är reproducerande i Sverige.